# ويليام ليونارد كارتر
ويليام ليونارد كارتر (بالإنجليزية: William Leonard Carter)‏ هو شخصية أعمال جنوب أفريقي، (و. 1877 – 1917 م).